# Viry (Saône-et-Loire)
Viry é uma comuna francesa na região administrativa de Borgonha-Franco-Condado, no departamento Saône-et-Loire. Estende-se por uma área de 20,36 km². Em 2010 a comuna tinha 260 habitantes (densidade: 12,8 hab./km²).